# Parafia Najświętszego Serca Pana Jezusa w Mrocznie
Parafia Najświętszego Serca Pana Jezusa w Mrocznie – parafia rzymskokatolicka, znajdująca się w diecezji toruńskiej, w dekanacie Rybno Pomorskie. 